# Nukufetau
Nukufetau (historisch De Peyster Islands) ist ein Atoll des pazifischen Inselstaats Tuvalu. Es liegt rund 60 Kilometer südwestlich von Vaitupu.

## Geographie
Das Atoll hat annähernd die Form eines Rechteckes von 8 Kilometern Breite und 14 Kilometern Länge. Nukufetau besteht aus Insgesamt 33 Motu, die größten sind Fale, Motulalo und Lafaga. Die Gesamtfläche beträgt 116 Quadratkilometer, die Landfläche 2,99 Quadratkilometer. Das Atoll hat 597 Einwohner (Stand 2017).
Die Lagune hat nur zwei Verbindungen zum Ozean. Im Westen erlaubt eine tiefe Passage (Teafuone oder Teafua Pass) den Zugang zur Lagune für Schiffe mittlerer Größe. Sie wurde auch von den Versorgungsschiffen der US-Navy im Zweiten Weltkrieg benutzt.

### Inseln
| - Faiava Lasi - Fale - Funaota - Kongo Loto Lafanga - Lafanga - Matanukulaelae - Motufetau - Motulalo - Motuloa (Nord) - Motuloa (Süd) - Motumua - Niualuka - Niuatui - Oua - Sakalua - Savave - Teafatule (Nukufetau) | - Teafuaniua - Teafuanonu - Teafuone - Temotuloto (Nukufetau) - Sand Islet (Nukufetau) und 12 weitere kleinste Inselchen. |

### Flora
Die Flora von Nukufetau ist ähnlich der der übrigen Tuvalu-Inseln, deren Pflanzenwuchs während der langen Besiedlung zunächst von den Polynesiern und später den Europäern grundlegend verändert wurde. Heute ist die dominierende Pflanze die Kokospalme. Die wenigen Reste der ursprünglichen Vegetation, hauptsächlich auf den kleinen Motu, bestehen aus dem für die Koralleninseln des Südpazifiks typischen, niedrig wachsenden Laub- und Buschwald, mit Pisonia grandis, Cordia subcordata, Pemphis acidula aus der Familie der Lythraceae (Weiderichgewächse), Scaevola taccata und Morinda citrifolia.

## Geschichte
Der Überlieferung nach wurde die Insel von Tonga aus besiedelt. Als die polynesischen Entdecker landeten, sahen sie einen mächtigen Fetau-Baum (Calophyllum inophyllum). Sie gaben ihr daher den Namen Nuku Fetau, übersetzt: Insel des Fetau-Baumes. Die Legende berichtet weiterhin, dass drei verschiedene Clans Siedlungen auf unterschiedlichen Motu gründeten: auf Lafaga (Lafanga) im Osten, Motulalo im Südosten und Fale im Südwesten. Heute gibt es nur noch ein Dorf auf dem Motu Savave im Südosten, eine Gründung der Missionare.:86
Nukufetau wurde am 17. Mai 1819 von Arent Schuyler de Peyster aus New York, Kapitän der Brigantine Rebecca, die unter britischer Flagge segelte, für Europa entdeckt. Er betrat das Atoll jedoch nicht.
1820 erreichte die russische Fregatte Mirny unter dem Kommando von Michail Petrowitsch Lasarew die Insel Nukufetau. Einige Insulaner ruderten in vier Kanus zur Mirny. Lazarev schildert sie als sehr friedvolle Menschen. Ein Tauschgeschäft, so schreibt Lazarev, kam nicht so recht in Gang, da die Inselbewohner offensichtlich keine Ahnung von den Bedürfnissen der fremden Seeleute hatten, denn sie führten nur wenige frische Früchte und Kokosnüsse mit. Auf der anderen Seite zeigten sie auch kein Interesse an den sonst so begehrten Eisenwaren, deren Zweck sie, mutmaßte Lasarew, nicht kannten.:104
Die Schiffe der United States Exploring Expedition unter dem Kommando von Charles Wilkes kamen am 18. März 1841 vor Nukufetau an. Mehrere vollbesetzte Kanus mit Mattensegeln näherten sich den Schiffen. Etwa 20 bis 30 Personen kamen an Bord, sie tanzten und sangen und versuchten einige Kokosnüsse, Pandanusfrüchte und Taro einzutauschen. Insbesondere eiserne Äxte waren hochbegehrte Tauschwaren. Am Abend kam ein Häuptling, der offensichtlich an Elephantiasis litt, an Bord. Er zählte sechs Dörfer auf den Inseln des Atolls auf, fünf im Nordosten und eines im Südwesten. Wilkes schätzte die Einwohnerzahl auf insgesamt eintausend.
1863 suchten peruanische Blackbirders die Tuvalu-Inseln Nukulaelae und Funafuti heim und entführten mehr als 400 Personen – über die Hälfte der Bevölkerung – als Kontraktarbeiter nach Chile und Peru. Im Mai 1863 kam mindestens ein Schiff auch nach Nukufetau, konnte dort aber nur drei Personen rekrutieren. Zwei von ihnen gelang die Flucht bei einem Zwischenaufenthalt auf Rotuma Island, sie sollen schließlich den Weg zurück auf ihre Heimatinsel gefunden haben.
Einheimische Missionare der London Missionary Society (LMS) von Samoa christianisierten die Inselbewohner in der zweiten Hälfte des 19. Jahrhunderts. Zwischen 1865 und 1899 organisierten sie 33 Missionsreisen auf die Tuvalu-Inseln, in die insgesamt 22 Missionare involviert waren.
Am 16. August 1872 traf der segel- und dampfgetriebene Kreuzer HMS Basilisk unter dem Kommando von John Moresby vor Nukufetau ein. Moresby beschrieb das Atoll als „dicht mit Kokospalmen bedeckt“ (densely covered by coco-nut trees). In der Lagune lag eine Brigg vor Anker, die eine Ladung Kokosnussöl nach Sydney bringen sollte. Zu dieser Zeit befanden sich unter den polynesischen Ureinwohnern nur ein weißer Resident und einige Missionare aus Samoa, die eine Kirche und eine Schule aus Korallengestein errichtet hatten.
1892 kam Nukufetau unter das Protektorat des Vereinigten Königreichs und wurde 1916 in die Kronkolonie Gilbert- und Elliceinseln eingegliedert. Als die Inseln der Kolonie 1979 unter Kiribati und Tuvalu aufgeteilt wurden, fiel Nukufetau Tuvalu zu.
1943 bauten Pioniere der United States Naval Construction Forces (NCF) auf Motulalo einen Anlegesteg für Versorgungsschiffe und ein Flugfeld, auf dem zeitweise Bomber Consolidated B-24 stationiert waren. Obwohl japanische Bomber mehrfach die Nachbarinsel Funafuti angriffen, blieb Nukufetau unbehelligt. Der Flugplatz wurde nach dem Ende des Pazifikkrieges aufgegeben.:143
Heute hat Nukufetau keinen Flugplatz und keinen Hafen, lediglich einen Anlegesteg an der Lagunenseite bei Savave, der über einen künstlich vertieften Kanal durch das Korallenriff erreichbar ist. Eine touristische Infrastruktur fehlt völlig, insbesondere gibt es kein Hotel und keine Restaurants. Die Insel hat keine befestigten Straßen und es verkehren keine Autos (Stand 2002). Hauptverkehrsmittel ist das Boot.
Der ehemalige Premierminister von Tuvalu (2002–2004), Saufatu Sopoanga, stammt von Nukufetau, ebenso wie der seit 2013 amtierende Premierminister Enele Sopoaga.